# 平沢草
平沢 草（ひらさわ かや、1973年10月27日 - ）は、埼玉県出身の元女優。

## 出演履歴

### テレビドラマ
- Tokyo23区の女第3話「－渋谷区の女－」（1996年、CX）
- 隠密奉行朝比奈 第1シリーズ第8話「京の罠 、逃げ出した花嫁」（1998年、CX系）- 鈴姫役、2024年12月13日テレビ大阪で再放送
- 元禄繚乱（1999年、NHK）大典侍役
- 救急戦隊ゴーゴーファイブ（1999年 - 2000年、ANB系）- 邪霊姫ディーナス 役
- 月曜ドラマスペシャル 平成オンナ仕置き人 女の敵は許しはしない（2000年2月21日、TBS系）
- 土曜ワイド劇場 タクシードライバーの推理日誌13（2000年8月26日、EX系）- 杉本梨花 役
- 旗本退屈男（2001年、CX系）- おこよ役

### 映画
- 洗濯機は俺にまかせろ（1999年）-　離婚しそうな妻 役
- ブルーフェイク

### オリジナルビデオ
- 救急戦隊ゴーゴーファイブ 激突!新たなる超戦士（1999年、東映）邪霊姫ディーナス役
- 救急戦隊ゴーゴーファイブVSギンガマン（2000年、東映）邪霊姫ディーナス役

### その他テレビ番組
- 特別番組「さようならナリタブライアン」（1998年11月1日 、KBS京都）- ナビゲーター

| スタブアイコン | サブスタブ | この項目は、まだ閲覧者の調べものの参照としては役立たない、俳優（男優・女優）に関連した書きかけの項目です。この項目を加筆・訂正などしてくださる協力者を求めています（P:映画/PJ芸能人）。 |